# Destinos.pt
Destinos.pt foi um programa da RTP1, em que semanalmente era apresentada uma região turística portuguesa, mostrando paisagens, locais a visitar, restaurantes, etc. de várias regiões de Portugal. A primeira temporada, iniciada a 30 de setembro de 2006, foi apresentada por Patrícia Candoso e João Catarré, sendo transmitida aos sábados num total de 26 episódios. Já a segunda temporada, iniciada a 7 de junho de 2009, foi apresentada por Helena Coelho, sendo transmitida aos domingos num total de 18 episódios.